# Boarmia loxographa
Boarmia loxographa là một loài bướm đêm trong họ Geometridae.